# Lalenok United FC
El Lalenok United FC es un equipo de fútbol de Timor Oriental que juega en la LFA Primera División, la primera categoría de fútbol en el país.

## Historia
Fue fundado en el año 2016 en la capital Dili y al año siguiente formaron parte de la LFA Segunda División, segunda división nacional. En 2018 termina de subcampeón de la segunda categoría y logra el ascenso a la LFA Primera División.
En 2019 es campeón nacional por primera vez, año en el que también fue campeón de copa y de la supercopa nacional, con lo que es el primer equipo de Timor Oriental en ganar tres títulos nacionales en el mismo año.
En 2020 se convirtió en el primer equipo de Timor Oriental en participar en una competición continental al participar en la Copa AFC 2020, donde fue eliminado en la segunda ronda preliminar por el PSM Makassar de Indonesia.

## Palmarés
- LFA Primera División: 1

2019
- Copa 12 de Noviembre: 1

2019
- Supercopa de Timor Oriental: 1

2019

## Participación en competiciones de la AFC
| Temporada | Torneo   | Ronda          | Club         | Casa | Visita | Global |
| --------- | -------- | -------------- | ------------ | ---- | ------ | ------ |
| 2020      | Copa AFC | 2.ª Preliminar | PSM Makassar | 1-4  | 1-3    | 2-7    |